# Boucles de l'Aulne

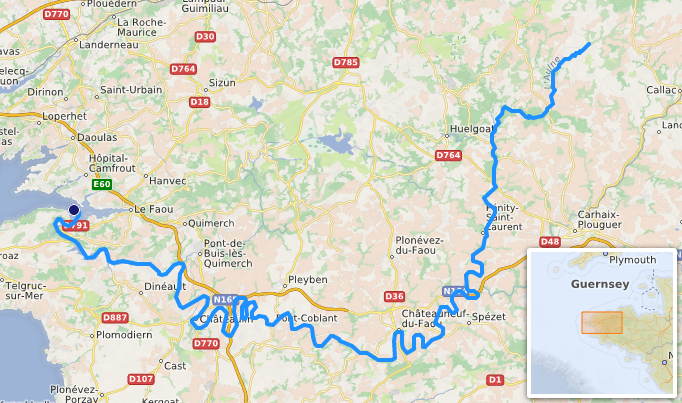
Karta som visar sträckningen av floden Aulne efter vilken loppet har sitt namn. Châteaulin ligger där floden snirklar sig som mest strax sydväst om kartans mitt.

Boucles de l'Aulne - Châteaulin ("Aulnes slingor"), till och med 1938 kallat Grand Prix Le Télégramme och från 1945 till cirka år 2000 Circuit de l'Aulne, är ett franskt endagslopp i landsvägscykling som avhållits årligen sedan 1931 kring Châteaulin i departementet Finistère, regionen Bretagne. Tävlingen kan dock härledas tillbaka till 1889 och den ingår sedan 2006 i UCI Europe Tour klassificerad som 1.1 (dock som 1.2 2014).
Loppet gick tidigare (från 2006, dessförinnan i augusti/september) i månadsskiftet maj/juni, men 2022 flyttades det till mitten av maj och går sedan dess på söndagen efter den lördag som Tour du Finistère körs på och en vecka efter Tro Bro Leon – så att de tre stora cykelloppen i Finistère nu avhålls under en åttadagarsperiod (tidigare gick ett lopp i april, ett i maj/juni och ett i augusti/september), vilket såklart både förenklar och sparar resurser för alla inblandade.
Loppet går i slingor som utgår från och återvänder till Châteaulin. 2024 var dessa slingor tre (först en slinga på 17,3 km som kördes tre varv, sedan en slinga på 20,4 km som också kördes tre varv, innan loppet avslutades med åtta varv på en slinga på 8,5 km). Banans profil är ganska backig (cirka 3000 höjdmeter att klättra).

## Podieplaceringar
Loppet ställdes in 2020 på grund av Coronapandemin och arrangerades ej 2005 av ekonomiska skäl.
| 1939-1944 |

| 2005 |